# Atarba stuckenbergi
Atarba stuckenbergi är en tvåvingeart som beskrevs av Alexander 1960. Atarba stuckenbergi ingår i släktet Atarba och familjen småharkrankar. Inga underarter finns listade i Catalogue of Life.